# 仙台国際音楽コンクール
仙台国際音楽コンクール（せんだいこくさいおんがくコンクール、英: Sendai International Music Competition）は、宮城県仙台市において3年毎に行われているコンクールである。ヴァイオリンとピアノの2部門がある。課題曲には協奏曲が含まれ、予選及び本選では仙台フィルハーモニー管弦楽団または山形交響楽団が出場者と共演する。
チャイコフスキー国際コンクールのいわばジュニア部門として位置付けられる「第2回若い音楽家のためのチャイコフスキー国際コンクール」が、1995年（平成7年）に仙台市で開催された。この開催経験をもとに、伊達政宗による仙台開府四百年を記念して、2001年（平成13年）に第1回コンクールが開催された。2005年（平成17年）には国際音楽コンクール世界連盟へ加盟した。

## 出場資格と審査
出場資格として年齢制限がある。国籍は問われない。出場者には仙台での滞在費の補助がある。また、日本国外からの出場者には旅費の補助がある。
2004年（平成16年）の第2回コンクールでは、全世界からバイオリン部門とピアノ部門をあわせて300人以上（日本人が2/3）の応募があった（出場資格は27歳以下）。出場希望者から提出された書類及び課題曲を録音したCDによって予備審査が行われ、その後、パリ・ウィーン・上海・仙台・ニューヨークでピアノ伴奏によるオーディションを行い、各々の部門でおおむね36名が仙台での本選に進んだ。
仙台での本選は公開され、室内楽（弦楽四重奏または弦楽五重奏）を伴奏とする予選を行って12名以内に絞り、セミファイナルでは仙台フィルハーモニー管弦楽団の伴奏のもと6名以内の入賞者を決めた。入賞者は、再び仙台フィル伴奏のファイナルに出場し、順位が決定された。また、1位から3位入賞者は、仙台フィル伴奏でガラ・コンサートを行った。2007年（平成19年）の第3回コンクールも同様の実施。
課題曲は回を重ねるにつれ易しくなっている。
仙台での本選は、約300人のボランティアに支えられている。各々の部門でファイナルまで2週間ずつの長期に渡ることや、出場者に未成年が含まれることもあり、ホストファミリーのバックアップに感謝する出場者が多い。

## 入賞特典
2部門開催のため、賞金総額が1600万円以上と日本の国際コンクールの中で最も高く、各々の部門の入賞者の賞金も国際的に高い部類に入る。主催者より、各部門の入賞者には賞金が授与され、1位から3位までの者にはメダルも授与される。2007年（平成19年）には、大阪在住の個人より寄贈されたステンレス製のトロフィーも1位から3位の者に授与された。以下に、各部門ごとに授与される賞金等を記載する。
| 順位 | 賞金    | 賞状等         |
| ---- | ------- | -------------- |
| 1    | 300万円 | 賞状、金メダル |
| 2    | 200万円 | 賞状、銀メダル |
| 3    | 100万円 | 賞状、銅メダル |
| 4    | 80万円  | 賞状           |
| 5    | 70万円  | 賞状           |
| 6    | 60万円  | 賞状           |

1位から3位入賞者は、入賞者記念ガラコンサートへの出演に同意することが必要。出演料は10万円。さらに、各部門1位入賞者には以下の特典がある。
1. 仙台フィルハーモニー管弦楽団または日本の代表的なオーケストラとの共演の機会
2. リサイタル出演の機会
3. コンクールにおける演奏を収録したコンパクトディスクの作成

なお、ファイナルに進めなかったセミファイナリストの中から、審査委員特別賞として奨学金50万円を授与することがある。

## 開催年と入賞者
第1回（2001年）
| ヴァイオリン部門 | ヴァイオリン部門       | ヴァイオリン部門 |
| ---------------- | ---------------------- | ---------------- |
| 1                | ホァン・モンラ         | 中国             |
| 1                | スヴェトゥリン・ルセヴ | ブルガリア       |
| 3                | 梁美沙                 | 韓国             |
| 4                | 石橋幸子               | 日本             |
| 5                | 大宮臨太郎             | 日本             |
| 6                | 白井圭                 | 日本             |

| ピアノ部門 | ピアノ部門                       | ピアノ部門   |
| ---------- | -------------------------------- | ------------ |
| 1          | ジュゼッペ・アンダローロ         | イタリア     |
| 2          | イ・ヂンサン                     | 韓国         |
| 3          | ワン・ユーチィア（ユジャ・ワン） | 中国         |
| 4          | ダリア・ラボトキナ               | ロシア       |
| 5          | ロベルト・プラノ                 | イタリア     |
| 5          | アミル・テベニヒン               | カザフスタン |

第2回（2004年）
| ヴァイオリン部門 | ヴァイオリン部門           | ヴァイオリン部門 |
| ---------------- | -------------------------- | ---------------- |
| 1                | 松山冴花                   | 日本             |
| 2                | マクシム・ブリリンスキー   | ウクライナ       |
| 3                | チュウ・ダン               | 中国             |
| 4                | アンドレアス・ヤンケ       | 日本             |
| 5                | ヴァーリャ・デルヴェンスカ | ブルガリア       |
| 6                | 有希・マヌエラ・ヤンケ     | 日本             |

| ピアノ部門 | ピアノ部門                         | ピアノ部門     |
| ---------- | ---------------------------------- | -------------- |
| 1          | タン・シヤオタン                   | 中国           |
| 2          | 高田匡隆                           | 日本           |
| 3          | ミハイル・ナミロフスキー           | イスラエル     |
| 4          | エリーザヴェータ・ドミートリエヴァ | ロシア         |
| 5          | ショーン・ケナード                 | アメリカ合衆国 |
| 6          | フロランス・ボワソル               | フランス       |

第3回（2007年）
| ヴァイオリン部門 | ヴァイオリン部門       | ヴァイオリン部門 |
| ---------------- | ---------------------- | ---------------- |
| 1                | アリョーナ・バーウワ   | ロシア           |
| 2                | エリン・キーフ         | アメリカ合衆国   |
| 3                | シン・アラー           | 韓国             |
| 4                | アンドレイ・バラーノフ | ロシア           |
| 5                | 千葉清加               | 日本             |
| 6                | 長尾春花               | 日本             |

| ピアノ部門 | ピアノ部門                       | ピアノ部門 |
| ---------- | -------------------------------- | ---------- |
| 1          | 津田裕也                         | 日本       |
| 2          | ルー・イチュ                     | 台湾       |
| 3          | オクサナ・シェフチェンコ         | ロシア     |
| 4          | イリヤ・オフチニコフ             | ロシア     |
| 5          | リー・カリン・コリーン           | 中国       |
| 6          | ヴャーチェスラフ・グリャーズノフ | ロシア     |

第4回（2010年）
| ヴァイオリン部門 | ヴァイオリン部門       | ヴァイオリン部門 |
| ---------------- | ---------------------- | ---------------- |
| 1                | クララ・ジュミ・カン   | ドイツ/ 韓国     |
| 2                | アンドレイ・バラーノフ | ロシア           |
| 3                | 長尾春花               | 日本             |
| 4                | キム・ボムソリ         | 韓国             |
| 5                | キム・デミ             | 韓国             |
| 6                | ジオラ・シュミット     | アメリカ合衆国   |

| ピアノ部門 | ピアノ部門                       | ピアノ部門     |
| ---------- | -------------------------------- | -------------- |
| 1          | ヴァディム・ホロデンコ           | ウクライナ     |
| 2          | マリア・マシチェワ               | ロシア         |
| 3          | マリアンナ・プルジェヴァルスカヤ | スペイン       |
| 3          | 佐藤彦大                         | 日本           |
| 5          | ムン・ジヨン                     | 韓国           |
| 6          | クワン・イ                       | アメリカ合衆国 |

第5回（2013年）
| ヴァイオリン部門 | ヴァイオリン部門   | ヴァイオリン部門     |
| ---------------- | ------------------ | -------------------- |
| 1                | リチャード・リン   | アメリカ合衆国/ 台湾 |
| 2                | 成田達輝           | 日本                 |
| 3                | 富井ちえり         | 日本                 |
| 4                | アンナ・サフキナ   | ロシア               |
| 5                | キム・ボムソリ     | 韓国                 |
| 6                | スリマン・テカッリ | アメリカ合衆国       |

| ピアノ部門 | ピアノ部門                 | ピアノ部門     |
| ---------- | -------------------------- | -------------- |
| 1          | ソヌ・イェゴン             | 韓国           |
| 2          | ハンス・ヒョンミン・ソ     | 韓国           |
| 3          | アルテョム・ヤスィンスキイ | ウクライナ     |
| 4          | ソナ・パク                 | アメリカ合衆国 |
| 5          | 片田愛理                   | 日本           |
| 6          | ホン・ジファン             | 韓国           |

第6回（2016年）
| ヴァイオリン部門 | ヴァイオリン部門       | ヴァイオリン部門 |
| ---------------- | ---------------------- | ---------------- |
| 1                | チャン・ユジン         | 韓国             |
| 2                | スティーヴン・キム     | アメリカ合衆国   |
| 3                | 青木尚佳               | 日本             |
| 4                | アンナ・サフキナ       | ロシア           |
| 5                | メルエルト・カルメノワ | カザフスタン     |
| 6                | 岡本誠司               | 日本             |

| ピアノ部門 | ピアノ部門                 | ピアノ部門     |
| ---------- | -------------------------- | -------------- |
| 1          | キム・ヒョンジュン         | 韓国           |
| 2          | エヴァン・ウォン           | アメリカ合衆国 |
| 3          | 北端祥人                   | 日本           |
| 4          | ブルース・シャオユー・リウ | カナダ         |
| 5          | シン・ツァンヨン           | 韓国           |
| 6          | 坂本彩                     | 日本           |

第7回（2019年）
| ヴァイオリン部門 | ヴァイオリン部門             | ヴァイオリン部門 |
| ---------------- | ---------------------------- | ---------------- |
| 1                | 該当者なし                   |                  |
| 2                | シャノン・リー               | アメリカ合衆国   |
| 3                | 友滝真由                     | 日本             |
| 4                | 北田千尋 (ヴァイオリニスト)  | 日本             |
| 5                | イリアス・ダビッド・モンカド | ドイツ           |
| 6                | 荒井里桜                     | 日本             |
| 6                | コー・ドンフィ               | 韓国             |

| ピアノ部門 | ピアノ部門             | ピアノ部門     |
| ---------- | ---------------------- | -------------- |
| 1          | チェ・ヒョンロク       | 韓国           |
| 2          | バロン・フェンウィク   | アメリカ合衆国 |
| 3          | ダリア・パルホーメンコ | ロシア         |
| 4          | 佐藤元洋               | 日本           |
| 5          | 平間今日志郎           | 日本           |
| 6          | キム・ジュンヒョン     | 韓国           |

第7回（2022年）
| ヴァイオリン部門 | ヴァイオリン部門   | ヴァイオリン部門 |
| ---------------- | ------------------ | ---------------- |
| 1                | 中野りな           | 日本             |
| 2                | デニス・カザノフ   | ロシア           |
| 2                | マー・ティェンヨウ | 中国             |
| 4                | ホン・ソンラン     | 韓国             |
| 5                | 橘和美優           | 日本             |
| 6                | 中村友希乃         | 日本             |

| ピアノ部門 | ピアノ部門         | ピアノ部門 |
| ---------- | ------------------ | ---------- |
| 1          | ルゥォ・ジャチン   | 中国       |
| 2          | ヨナス・アウミラー | ドイツ     |
| 3          | 太田糸音           | 日本       |
| 4          | ジョンファン・キム | ドイツ     |
| 5          | キム・ソンヒョン   | 韓国       |
| 6          | ジョージ・ハリオノ | イギリス   |